# Оптичні витратоміри
Оптичні (лазерні) витратоміри — витратоміри, робота яких базується на використанні залежності оптичних ефектів від швидкості руху рідини чи газу.

## Види оптичних витратомірів

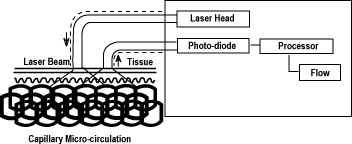
Принцип роботи оптичного витратоміра на базі ефекту Доплера

Поширення набули два конструктивні різновиди оптичних (лазерних) витратомірів, що відрізняються фізичними явищами, що лежать в основі принципу їх роботи:
- доплерівські витратоміри, принцип роботи яких ґрунтується на вимірюванні різниці частот, що виникає при відбиванні світлового променя рухомими частками потоку. Переважно використовуються для вимірювання локальних швидкостей рідин та газів і знайшли застосування у дослідницьких роботах, пов'язаних з вивченням турбулентності та вивченням полів розподілу швидкостей у потоках. Для вимірювання витрат використовуються рідко;
- витратоміри, що базуються на ефекті Фізо-Френеля, у яких вимірюється якийсь параметр (зсув інтерференційних смуг чи зсув частоти коливань величини світлового потоку), пов'язаний із залежністю швидкості світла у рухомому середовищі із швидкістю руху останнього. Основне призначення — вимірювання витрат.

Іноді оптичними витратомірами називають прилади, що визначають витрату рідини, що витікає з ємності шляхом вимірювання оптичними методами висоти рівня у ній. Також, існує метод вимірювання витрати на основі визначення інтенсивності виходу з ємності флоуресцентних часток, попередньо введених у рідину. Очевидно останній метод ближче стоїть до міткових витратомірів.

## Переваги оптичних витратомірів
Перевагами цих оптичних методів є: 
- безконтактність;
- висока чутливість;
- мала інерційність;
- широкий діапазон вимірів швидкостей (0,1...100 м/с) і витрат незалежно від фізичних властивостей вимірюваного середовища (як рідин, так і газів), за винятком вимоги його прозорості в діапазоні довжин хвиль, що випромінюються лазерами.

Крім того, лазерні витратоміри використовують при вимірі витрат агресивних, високо- і низькотемпературних (кріогенних) рідин і газів.
Оптичні витратоміри переважно використовуються в труба малих діаметрів.